# Legge finanziaria
Una legge finanziaria (anche legge di stabilità e legge di bilancio e manovra economica o solo manovra) è una legge ordinaria della Repubblica Italiana emanata su proposta del governo italiano per regolare la politica economica del paese per un triennio.
Contiene disposizioni in tema di finanza pubblica e di politica di bilancio, ed è pubblicata regolarmente sulla Gazzetta Ufficiale della Repubblica Italiana, secondo una formula ricorrente nel titolo, "Disposizioni per la formazione del bilancio annuale e pluriennale dello Stato"; insieme con la legge del bilancio dello Stato, è la norma principale prevista dall'ordinamento giuridico italiano.

## Storia
Dopo l'introduzione di elementi di federalismo fiscale nell'ordinamento degli enti locali territoriali (realizzata dalla riforma costituzionale del 2001), richiede che l'attività finanziaria statale venga coordinata con quella locale. Pertanto, la nuova legge di stabilità deve ogni anno adottare norme di coordinamento della finanza pubblica dei vari livelli di governo, allo scopo di rispettare i requisiti di convergenza economico-finanziaria imposti dal trattato di Maastricht.
Nella legge finanziaria per l'anno 2008 è stato aggiunto il collegato sul welfare (contenente norme su previdenza, lavoro e competitività). Lo stesso provvedimento inoltre è stato scritto secondo una classificazione per missioni e programmi, ritenendo l'Esecutivo che una tale struttura avrebbe reso il documento più trasparente e leggibile.
Ai sensi della legge n. 196/2009 è stata sostituita sostanzialmente e formalmente, a partire dal 2010, dalla legge di stabilità, la quale, rispetto alla legge finanziaria, prevede novità sia in ordine ai tempi di presentazione sia in merito ai contenuti.
La legge n. 243/2012 ha disposto che, a partire dal 2016, la legge di stabilità costituirà un unico testo legislativo con la legge di bilancio. La Legge di Stabilità 2016 (legge n. 208/2015) sarà quindi l'ultima legge di stabilità separata dalla legge di bilancio. Il 28 luglio 2016 il Parlamento ha approvato in via definitiva la legge che disciplina la nuova legge di Bilancio, presentata da Francesco Boccia (primo firmatario), presidente della commissione Bilancio della Camera. La Riforma del Bilancio dello Stato è diventata legge (163/2016) con il voto favorevole di oltre l'80% delle forze parlamentari di Camera e Senato.

## Descrizione
Con la legge di stabilità il Governo ha la facoltà di introdurre innovazioni normative in materia di entrate e di spesa, fissando anche il tetto dell'indebitamento dello Stato.
Deve essere presentata dal Governo al Parlamento entro il 15 ottobre (in passato era il 30 settembre). Il Parlamento ha tempo di esaminarla, emendarla e approvarla entro il 31 dicembre. Oltre la scadenza di fine anno, la Costituzione, all'art. 81 c. 2, prevede il limite del successivo 30 aprile, da autorizzare con legge apposita che conceda l'esercizio provvisorio del bilancio (contenendosi per ciascun mese nel limite di un dodicesimo della spesa dell'anno precedente).
A seguito dell'approvazione da parte del Parlamento, la legge finanziaria regola la vita economica del Paese nell'arco di un anno solare. Gli obiettivi economici di più lungo periodo sono invece definiti dal Governo nel Documento di economia e finanza (DEF). Quando una manovra economica è giudicata insufficiente ai fini economici-politici da raggiungere spesso si parla di manovra aggiuntiva o correttiva da aggiungere a quella di base.

### Contenuto
Nella legge finanziaria deve essere specificato:
- Il saldo netto da finanziare, ovvero il disavanzo pubblico tra spese e entrate finali;
- Il saldo del ricorso al mercato, ossia il deficit complessivo da coprire mediante prestiti;
- L'importo dei fondi speciali di bilancio;
- L'importo massimo per il rinnovamento dei contratti del pubblico impiego;
- Gli stanziamenti per il rifinanziamento di spese in conto capitale previste da leggi in vigore;
- Le previsioni di spesa a lungo termine, le quali vengono a ricollegarsi con le risorse finanziarie disponibili in ogni anno.

### Tipi di manovre economiche
Seguendo le direttive di politica economica e di bilancio sono possibili manovre economiche di tipo restrittive (es. austerità) se la priorità di scelta è rappresentata dal riequilibrio dei conti pubblici (riduzione del deficit e debito pubblico) oppure espansive se la priorità di scelta è rappresentata dalla crescita economica ricorrendo al finanziamento della spesa pubblica in deficit (eventualmente keynesiano se concentrato sugli investimenti). L'alternativa può essere anche una stretta patrimoniale sui redditi/rendite alti impiegata anziché per riequilibrare i conti pubblici per favorire la crescita tramite investimenti pubblici, soluzioni miste oppure anche il pareggio di bilancio seguendo il teorema di Haavelmo.

### Vincoli europei
Oltre al DEF, essenziale nella definizione della Legge finanziaria è il Trattato di Maastricht, il trattato sull'Unione europea sottoscritto anche dall'Italia il 7 febbraio 1992, che nella sua parte III definisce l'Unione economica e monetaria (UEM) e individua i principali obiettivi economici e monetari da perseguire per la progressiva realizzazione dell'UE.
Alcuni di questi obiettivi riguardano anche la finanza pubblica, noti come parametri di Maastricht, ribaditi successivamente nel patto di stabilità e crescita e ulteriormente ridefiniti nel patto di bilancio europeo (fiscal compact):
- il 3% per il rapporto fra disavanzo pubblico, previsto o effettivo, e prodotto interno lordo (PIL);
- il 60% del rapporto fra debito pubblico e PIL (può non essere soddisfatto, a condizione però che il valore si riduca in misura significativa e si avvicini alla soglia indicata con ritmo adeguato);
- il tasso medio di inflazione che non può superare di oltre 1,5 punti percentuali quello dei tre Stati membri che, durante l'anno precedente a quello in esame, hanno conseguito i migliori risultati in termini di stabilità dei prezzi;
- il tasso d'interesse nominale a lungo termine che non deve eccedere di oltre 2 punti percentuali quello dei tre Stati membri che hanno conseguito i migliori risultati in termini di stabilità dei prezzi.

In base alla procedura European Semester, gli Stati membri della UE dovranno presentare entro il mese di aprile di ogni anno alla Commissione europea e al Consiglio europeo i loro bilanci per essere discussi, prima che il dibattito avvenga nei rispettivi parlamenti nazionali. Commissione e Consiglio valutano le manovre economiche in base a parametri determinati in termini di “spreco di risorse” e “livelli insostenibili di consumo”, presentano le loro raccomandazioni vincolanti entro luglio, a seguito di allerte preventive adottano la riscrittura dei programmi e le sanzioni verso i Governi inadempienti (per ora limitate a una multa massima pari allo 0,2% del PIL), che in autunno i governi dialogheranno poi con i relativi parlamenti.

## Cronologia delle finanziarie dal 1978 a oggi
- Finanziaria 1979 - Legge 21 dicembre 1978, n. 843 (G.U. n.361 del 29/12/1978)
- Finanziaria 1980 - Legge 24 aprile 1980, n. 146 (G.U. n.115 del 28/4/1980)
- Finanziaria 1981 - Legge 30 marzo 1981, n. 119 (G.U. n.97 dell'8/4/1981)
- Finanziaria 1982 - Legge 26 aprile 1982, n. 181 (G.U. n.113 del 26/4/1982)
- Finanziaria 1983 - Legge 26 aprile 1983, n. 130 (G.U. n.116 del 29/4/1983)
- Finanziaria 1984 - Legge 27 dicembre 1983, n. 730 (G.U. n.354 del 28/12/1983)
- Finanziaria 1985 - Legge 22 dicembre 1984, n. 887 (G.U. n.356 del 29/12/1984)
- Finanziaria 1986 - Legge 28 febbraio 1986, n. 41 (G.U. n.49 del 28/2/1986)
- Finanziaria 1987 - Legge 22 dicembre 1986, n. 910 (G.U. n.301 del 30/12/1986)
- Finanziaria 1988 - Legge 11 marzo 1988, n. 67 (G.U. n.61 del 14/3/1988)
- Finanziaria 1989 - Legge 24 dicembre 1988, n. 541 (G.U. n.304 del 29/12/1988)
- Finanziaria 1990 - Legge 27 dicembre 1989, n. 407 (G.U. n.302 del 29/12/1989)
- Finanziaria 1991 - Legge 29 dicembre 1990, n. 405 (G.U. n.303 del 31/12/1990)
- Finanziaria 1992 - Legge 31 dicembre 1991, n. 415 (G.U. n.305 del 31/12/1991)
- Finanziaria 1993 - Legge 23 dicembre 1992, n. 500 (G.U. n.304 del 29/12/1992)
- Finanziaria 1994 - Legge 24 dicembre 1993, n. 538 (G.U. n.303 del 28/12/1993)
- Finanziaria 1995 - Legge 23 dicembre 1994, n. 725 (G.U. n.304 del 30/12/1994)
- Finanziaria 1996 - Legge 28 dicembre 1995, n. 550 (G.U. n.302 del 29/12/1995)
- Finanziaria 1997 - Legge 23 dicembre 1996, n. 663 (G.U. n.303 del 28/12/1996)
- Finanziaria 1998 - Legge 27 dicembre 1997, n. 450 (G.U. n.302 del 30/12/1997)
- Finanziaria 1999 - Legge 23 dicembre 1998, n. 449 (G.U. n.302 del 29/12/1998)
- Finanziaria 2000 - Legge 23 dicembre 1999, n. 488 (G.U. n.302 del 27/12/1999)
- Finanziaria 2001 - Legge 23 dicembre 2000, n. 388 (G.U. n.302 del 29/12/2000)
- Finanziaria 2002 - Legge 28 dicembre 2001, n. 448 (G.U. n.301 del 29/12/2001)
- Finanziaria 2003 - Legge 27 dicembre 2002, n. 289 (G.U. n.305 del 31/12/2002)
- Finanziaria 2004 - Legge 24 dicembre 2003, n. 350 (G.U. n.299 del 27/12/2003)
- Finanziaria 2005 - Legge 30 dicembre 2004, n. 311 (G.U. n.306 del 31/12/2004)
- Finanziaria 2006 - Legge 23 dicembre 2005, n. 266 (G.U. n.302 del 29/12/2005)
- Finanziaria 2007 - Legge 27 dicembre 2006, n. 296 (G.U. n.299 del 27/12/2006)
- Finanziaria 2008 - Legge 24 dicembre 2007, n. 244 (G.U. n.300 del 28/12/2007)
- Finanziaria 2009 - Legge 22 dicembre 2008, n. 203 (G.U. n.303 del 30/12/2008)
- Finanziaria 2010 - Legge 23 dicembre 2009, n. 191 (G.U. n.302 del 30/12/2009)
- Legge di Stabilità 2011 - Legge 13 dicembre 2010, n. 220 (G.U. n.297 del 21/12/2010)
- Legge di Stabilità 2012 - Legge 12 novembre 2011, n. 183 (G.U. n. 265 del 14/11/2011, S.O. n. 234)
- Legge di Stabilità 2013 - Legge 24 dicembre 2012, n. 228 (G.U. n. 302 del 29/12/2012, S.O. n. 212)
- Legge di Stabilità 2014 - Legge 27 dicembre 2013, n. 147 (G.U. n. 302 del 27/12/2013, S.O. n. 87)
- Legge di Stabilità 2015 - Legge 23 dicembre 2014, n. 190 (G.U. n. 300 del 29/12/2014, S.O. n. 99)
- Legge di Stabilità 2016 - Legge 28 dicembre 2015, n. 208 (G.U. n. 302 del 30/12/2015, S.O. n. 70)
- Legge di Bilancio 2017 - Legge 11 dicembre 2016, n. 232 (G.U. n. 297 del 21/12/2016)
- Legge di Bilancio 2018 - Legge 27 dicembre 2017, n. 205 (G.U. n. 302 del 29/12/2017)
- Legge di Bilancio 2019 - Legge 30 dicembre 2018, n. 145 (G.U. n. 302 del 31/12/2018)
- Legge di Bilancio 2020 - Legge 27 dicembre 2019, n. 160 (G.U. n. 304 del 30/12/2019)
- Legge di Bilancio 2021 - Legge 30 dicembre 2020, n. 178 (G.U. n. 322 del 30/12/2020)
- Legge di Bilancio 2022 - Legge 30 dicembre 2021, n. 234 (G.U. n. 310 del 31/12/2021)
- Legge di Bilancio 2023 - Legge 29 dicembre 2022, n. 197 (G.U. n. 303 del 29/12/2022)
- Legge di Bilancio 2024 - Legge 30 dicembre 2023, n. 213 (G.U. n. 303 del 30/12/2023)
- Legge di Bilancio 2025 - Legge 30 dicembre 2024, n. 207 (G.U. n. 305 del 31/12/2024)